# Wolfhound
Wolfhound is de internationale titel van een Russische fantasyfilm (Russisch: Волкодав из рода Серых Псов, Volkodav iz roda Serych Psov) uit 2007. De film van regisseur Nikolaj Lebedev is gebaseerd op een boek van Maria Semjonova. Er werd tevens een televisieserie gemaakt die de jeugdjaren van Wolfhound behandelt. De film is de op een na duurste die tussen 1990 en 2010 in Rusland werd gemaakt en werd gefilmd in de bossen van Slowakije.

## Verhaal
Wolfhound is nog kind als bij een aanval zijn ouders en de rest van de stam worden vermoord. Zelf wordt hij gevangengenomen en als slaaf tewerkgesteld in een mijn, waar hij een gewonde vleermuis redt die niet meer van zijn zijde wijkt. Als volwassene ontsnapt hij met de vleermuis en als dappere krijger gaat hij op zoek naar de kwaadaardige gemaskerde druïde Zjadoba om de dood van zijn stam te wreken. Tijdens zijn zoektocht belooft hij een prinses (Oksana Akinsjina) haar te beschermen.